# 李彙
李彙（8世纪？—815年8月25日），唐朝营州柳城县（今辽宁省朝阳市）人，李光弼的儿子。
李彙有志操，廉洁耿介自将。跟随贾耽为裨将，贾耽表奏他兼御史大夫。元和初年，分徐州符离县为宿州，李光弼在徐州地区有遗爱，擢升李彙为宿州刺史。后转任泾原节度使，取消军中杂徭，出俸禄钱赎回将士质卖的子女还家。卒，元和十年七月十七，泾原节度使李彙去世，以将作监王潜为泾州刺史、四镇北庭泾原节度使。李彙被追赠工部尚书。